# Ehud Netzer

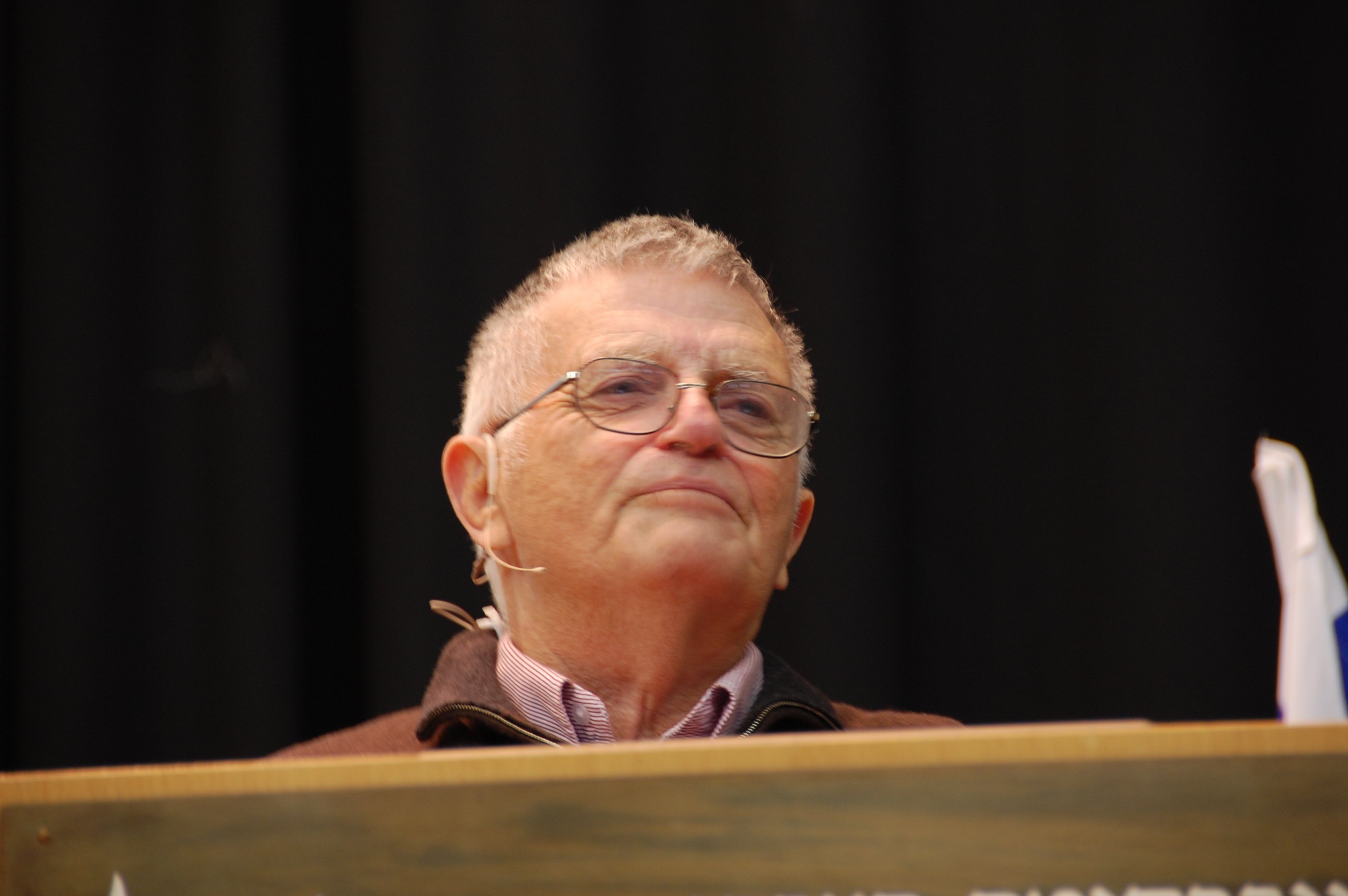
Ehud Netzer (2008)

Ehud Netzer (auch Ehud Netser bzw. Ehud Nezer, hebräisch אהוד נצר‎; * 13. Mai 1934 in Jerusalem; † 28. Oktober 2010 ebenda) war ein israelischer Archäologe und Bauforscher.

## Leben
Netzer studierte von 1954 bis 1958 am Technion in Haifa Architektur und arbeitete danach bis 1962 in einem Architekturbüro. Anschließend promovierte er zwischen 1972 und 1978 an der Hebräischen Universität Jerusalem. In seiner Dissertation beschäftigte er sich mit den Palästen Herodes des Großen in Jericho und dem Herodium. 1981 nahm er seine Lehrtätigkeit an der Hebräischen Universität auf und wurde 1990 zum Professor ernannt.
Seine praktische archäologische Karriere begann er zwischen 1963 und 1965 als Assistent von Jigael Jadin bei den Ausgrabungen in Masada. Seit 1972 war er – mit Unterbrechungen von 1987 bis 1997 – an Ausgrabungen der Festung Herodium beteiligt. Weitere Ausgrabungen führten ihn nach Jericho, Caesarea Maritima, Banyas und Sepphoris, wo er die antike Synagoge freilegte. Besondere internationale Aufmerksamkeit fand Netzers mögliche Entdeckung des Grabes von Herodes dem Großen im Herodion im Mai 2007. Er galt als Experte für die Archäologie der herodianischen Zeit und war korrespondierendes Mitglied des Deutschen Archäologischen Instituts.
Bei einem Besuch der Ausgrabungen in Herodion am 25. Oktober 2010 stürzte Netzer sechs Meter in die Tiefe, als ein Holzgeländer, auf das er sich gesetzt hatte, plötzlich nachgab. Er wurde mit schweren Kopfverletzungen und gebrochenen Halswirbeln in das Hadassah-Hospital in Jerusalem eingeliefert. Dort verstarb er drei Tage später.

## Schriften (Auswahl)
- Greater Herodium (= Qedem 13). Institut of Archaeology, Jerusalem 1981
- Masada 3: The buildings: stratigraphy and architecture. Jerusalem 1991. ISBN 965-221-012-9
- Die Paläste der Hasmonäer und Herodes’ des Großen, Zabern, Mainz 1999 (Antike Welt, Sonderheft; Zaberns Bildbände zur Archäologie) ISBN 3-8053-2011-6
- Nabatäische Architektur. Insbesondere Gräber und Tempel, Zabern, Mainz 2003 (Antike Welt, Sonderheft; Zaberns Bildbände zur Archäologie) ISBN 3-8053-2913-X
- The architecture of Herod, the great builder, Mohr Siebeck, Tübingen 2006 (Texts and studies in ancient Judaism, Bd. 117) ISBN 3-16-148570-X